# Miguel Ángel Rubiano

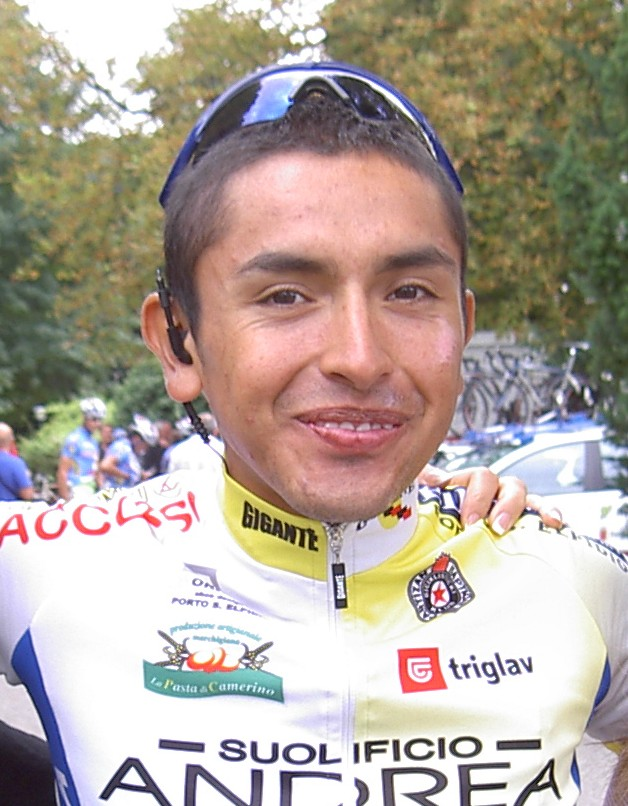
Miguel Ángel Rubiano, 2008

Miguel Ángel Rubiano Chávez (* 3. Oktober 1984) ist ein kolumbianischer Radrennfahrer.
Rubiano begann seine internationale Karriere 2006 bei dem italienischen Professional Continental Team Ceramiche Panaria-Navigare.
Am 23. August 2008 wurde Rubiano bei der Regio Tour positiv auf das Dopingmittel Octopamin getestet. Die UCI sperrte ihn daraufhin für sechs Monate bis zum 23. Februar 2009. In die Zeit der rückwirkend ausgesprochenen Sperre fiel ein Etappensieg bei der Slowakei-Rundfahrt.
Seinen bis dahin größten Erfolg erzielte er bei der bergigen 6. Etappe des Giro d’Italia 2012, die er nach einer Soloflucht mit 1:10 Minuten Vorsprung auf die ersten Verfolger als Sieger beendete. 2014 wurde er kolumbianischer Meister im Straßenrennen.

## Erfolge
2008
- eine Etappe Doble Sucre Potosi Grand Prix
- eine Etappe Slowakei-Rundfahrt[1]

2011
- eine Etappe Tour de San Luis
- eine Etappe Slowakei-Rundfahrt
- Gesamtwertung und eine Etappe Tour de Hokkaidō

2012
- eine Etappe Giro d’Italia

2014
- Kolumbianischer Meister – Straßenrennen

2016
- eine Etappe Tour of Qinghai Lake

2018
- Sprintwertung Colombia Oro y Paz

## Teams
- 2006 Ceramica Panaria-Navigare
- 2007 Ceramica Panaria-Navigare
- 2008 Centri della Calzatura-Partizan
- 2009 Centri della Calzatura
- 2010 Betonexpressz 2000-Universal Caffé (bis 30.06.)
- 2010 Meridiana Kamen Team (ab 01.07.)
- 2011 D’Angelo & Antenucci-Nippo
- 2012 Androni Giocattoli-Venezuela
- 2013 Androni Giocattoli-Venezuela
- 2014 Colombia
- 2015 Colombia
- 2016 China Continental Team of Gansu Bank (ab 13. Juni)
- 2017 Coldeportes-Claro
- 2018 Coldeportes-Claro